# Adam Tadija Blagojević
Adam Tadija Blagojević (Petrijevci kod Valpova, 1745. ili 1746. – Beč, nakon 1797.), hrvatski preporoditelj, prevoditelj i književnik.

## Životopis
O pojedinosti života Adama Tadije Blagojevića se zna iznimno malo. Pouzdano znamo da je aktivno sudjelovao u građanskom životu između 1771. i 1797. godine. Na osnovu autobiografskih natuknica se izvodi godina njegovog rođenja kao 1745. ili 1746 te mjesto rođenja u blizini Valpova. Tokom radnog vijeka obavljao je dužnost dvorskog službenika u Beču, između 1771. i 1775., te u Ugarskoj dvorskoj kancelariji do 1797. godine kada mu nestaje traga.  
Ideološki pripadnik ideja prosvijećenog apsolutizma, promicatelj reformi Josipa II.

## Djela
- Pjesnik-putnik deseteračka pjesma napisana u čast careva putovanja Slavonijom 1768. U njoj brani Matiju Antuna Reljkovića i slavonsko seljaštvo te govori protiv klera i feudalizma. Djelo je objavljeno u Beču 1771. godine.[3]
- Khinki, nikoi kokhinkhinezianski dogagjaî drugima zemljam hasnoviti prijevod romana francuza Gabriela-Françoisa Coyera [fr] (1707-1782) naslovljenog Chinki, histoire cochichinoise. Original izdan u Londonu 1768., njemački i hrvatski prijevodi tiskani u Beču 1771.
- Izkushani naùk, kako se ovce kroz dobro upravljènje k’ najboljemu stánjù dovesti, î ú takvom uzdêrxati mogu prijevod s njemačkog djela Johanna Wenzela Pohla [de] izdano u Požunu 1774.[4]
- Predika od jedinstva u krstjanstvu prijevod djela Predigt von der Einigkeit in Christenthume Antuna Ružičke s njemačkoga. Djelo je tiskano na latinici i ćirilici 1773. u Beču.[5][6]